# Лямца
Лямца (рос. Лямца) — присілок в Онезькому районі Архангельської області Російської Федерації.
Населення становить 98 осіб. Входить до складу муніципального утворення Покровське поселення.

## Історія
Від 2004 року входить до складу муніципального утворення Покровське поселення.

## Населення
| 1869 | 2002 | 2009 | 2010 | 2012 |
| ---- | ---- | ---- | ---- | ---- |
| 458  | ↘145 | ↘104 | ↗115 | ↘98  |